# خدمات التوزيع الدولية البريطانية
شركة خدمات التوزيع الدولية البريطانية بي أل سي (المعروفة سابقًا باسم شركة البريد الملكي المحدودة و أو شركة البريد الملكي بي أل سي ) هي شركة بريطانية تقدم خدمات البريد والبريد السريع. وهي مدرجة في بورصة لندن وهي أحد مكونات مؤشر فوتسي 250 .